# Alexandra Kremer
Pour les articles homonymes, voir Kremer.
Alexandra Kremer est une triathlète allemande née à Cologne en 1959 et morte en 1999. Elle fait partie des pionnières du triathlon moderne et elle est la première championne d'Europe de triathlon courte distance en 1985. Elle remporte quatre titres de championne d'Allemagne sur courte et moyenne distance.

## Palmarès
Le tableau présente les résultats les plus significatifs (podium) obtenus sur le circuit national et international de triathlon depuis 1985.
| Année | Compétition                                      | Position      | Temps         |
| ----- | ------------------------------------------------ | ------------- | ------------- |
| 1990  | Viernheimer V-Card Triathlon à Viernheim         | Médaille d'or | Timing        |
| 1988  | Championnat d'Allemagne par équipes à Gerolstein | Médaille d'or | Timing        |
| 1986  | Championnat d'Allemagne MD                       | Médaille d'or | Timing        |
| 1986  | Championnat d'Allemagne CD                       | Médaille d'or | Timing        |
| 1985  | Championnats d'Europe de triathlon à Immenstadt  | Médaille d'or | 3 h 6 min 2 s |
| 1985  | Championnat d'Allemagne MD                       | Médaille d'or | Timing        |
| 1985  | Championnat d'Allemagne CD                       | Médaille d'or | Timing        |